# 1986 (猿岩石のアルバム)
『1986』（いちきゅうはちろく）は、日本のお笑いコンビ・猿岩石の2枚目のアルバム。

## 概要
1986年発表曲のカバー5曲と新曲1曲によるミニ・カバー・アルバム。

## 収録曲
1. My Revolution
  - 作詞：川村真澄　作曲：小室哲哉　編曲：是永巧一
2. ガラス越しに消えた夏
  - 作詞：松本一起　作曲：大沢誉志幸　編曲：是永巧一
3. モーニングムーン
  - 作詞・作曲：ASKA　編曲：是永巧一
4. 夏の終りのハーモニー
  - 作詞：井上陽水　作曲：玉置浩二　編曲：西川進
5. BAN BAN BAN
  - 作詞・作曲：桑田佳祐　編曲：西川進
6. 1986年のLOVE SONGS
  - 作詞：高井良斉　作曲：兼元一也　編曲：西川進
  - コーラスアレンジ：高尾直樹
  - 新曲